# Bornit
Bornit còn được gọi là quặng con công, là một khoáng chất sulfide có thành phần hóa Cu5FeS4 kết tinh trong các hệ thống trực thoi (pseudo-cubic).

## Khoáng vật học

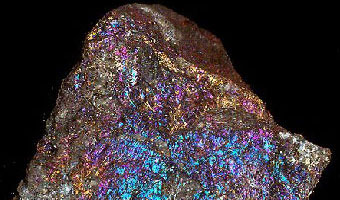
Tarnish of bornite